# Copa del President de la República de futbol 1932-33
La Copa del President de la República de futbol 1933 va ser la 31ena edició de la Copa d'Espanya.

## Detalls
La competició es disputà entre el 9 d'abril i el 25 de juny de 1933.
Equips participants:
- Astúries (3): Oviedo FC, Sporting de Gijón, Club Gijón
- Illes Balears (1): CE Constància
- Illes Canàries (1): Real Club Victoria
- Cantàbria (2): Racing de Santander, Gimnástica de Torrelavega
- Catalunya (3): FC Barcelona, CD Espanyol, Palafrugell FC
- Galícia (3): Club Celta, Deportivo La Coruña, Racing Ferrol
- Guipúscoa-Navarra-Aragó (5): Unión Club, Donostia FC, CD Logroño, CA Osasuna, Zaragoza FC
- Múrcia (2): Murcia FC, Hèrcules FC
- Regió Centre-Sud (5): Madrid FC, Athletic Madrid, Valladolid Deportivo, Sevilla FC, Betis Balompié
- Regió Oest (1): Club Recreativo Onuba
- País Valencià (3): València FC, CE Castelló, Llevant FC
- Biscaia (3): Athletic Club, Barakaldo FC, Arenas Club

## Setzens de final
9 i 16 d'abril.
| Equip 1                   | Global | Equip 2                | Anada | Tornada |
| ------------------------- | ------ | ---------------------- | ----- | ------- |
| Madrid FC                 | 5-2    | Racing Santander       | 4-1   | 1-1     |
| Donostia FC               | 4-6    | Sporting de Gijón      | 2-2   | 2-4     |
| Valladolid Deportivo      | 2-8    | València FC            | 2-2   | 0-6     |
| Arenas Club               | 3-7    | Athletic Club          | 2-2   | 1-5     |
| FC Barcelona              | 2-4    | Betis Balompié         | 2-0   | 0-4     |
| Recreativo Onuba          | 3-8    | Murcia FC              | 3-1   | 0-7     |
| Gimnástica de Torrelavega | 1-4    | Palafrugell FC         | 1-1   | 0-3     |
| Real Club Victoria        | 2-6    | Athletic Madrid        | 2-2   | 0-4     |
| Club Celta                | 3-4    | Zaragoza FC            | 2-3   | 1-1     |
| Club Gijón                | 1-6    | CD Espanyol            | 1-3   | 0-3     |
| CD Logroño                | 3-7    | Unión Club             | 1-2   | 2-5     |
| CE Constància             | 3-4    | CE Castelló            | 1-1   | 2-3     |
| Racing Ferrol             | 1-4    | Hèrcules FC            | 1-1   | 0-3     |
| Llevant FC                | 4-7    | Deportivo de La Coruña | 3-0   | 1-7     |
| Sevilla FC                | 7-4    | Oviedo FC              | 4-1   | 3-3     |
| Barakaldo FC              | 1-5    | CA Osasuna             | 1-1   | 0-4     |

## Vuitens de final
7 i 14 de maig.
| Equip 1           | Global | Equip 2                | Anada | Tornada |
| ----------------- | ------ | ---------------------- | ----- | ------- |
| Athletic Madrid   | 5-5    | València CF            | 3-4   | 2-1     |
| Unión Club        | 0-11   | Madrid FC              | 0-2   | 0-9     |
| Sevilla FC        | 2-7    | Athletic Club          | 1-2   | 1-5     |
| CA Osasuna        | 5-7    | Deportivo de La Coruña | 5-2   | 0-5     |
| Sporting de Gijón | 7-3    | CE Castelló            | 5-0   | 2-3     |
| Zaragoza FC       | 3-5    | CD Espanyol            | 3-1   | 0-4     |
| Hèrcules FC       | 4-7    | Betis Balompié         | 3-3   | 1-4     |
| Palafrugell FC    | 1-4    | Murcia FC              | 1-0   | 0-4     |

- Desempat:

| Equip 1     | Marcador | Equip 2         |
| ----------- | -------- | --------------- |
| València FC | 2-1      | Athletic Madrid |

## Quarts de final
28 de maig i 4 de juny.
| Equip 1                | Global | Equip 2           | Anada | Tornada |
| ---------------------- | ------ | ----------------- | ----- | ------- |
| Murcia FC              | 5-6    | CD Espanyol       | 5-3   | 0-3     |
| Deportivo de La Coruña | 3-12   | Athletic Club     | 2-4   | 1-8     |
| Madrid FC              | 13-0   | Sporting de Gijón | 8-0   | 5-0     |
| Betis Balompié         | 5-6    | València FC       | 4-2   | 1-4     |

## Semifinals
11, 16 i 18 de juny.
| Equip 1       | Global | Equip 2     | Anada | Tornada |
| ------------- | ------ | ----------- | ----- | ------- |
| Madrid FC     | 6-2    | València FC | 3-1   | 3-1     |
| Athletic Club | 3-1    | CD Espanyol | 1-0   | 2-1     |

## Final
| Athletic Club                | 2 - 1 | Madrid CF   |
| ---------------------------- | ----- | ----------- |
| Gorostiza 73' · Lafuente 75' |       | Lazcano 23' |

## Campió
| Campions de la Copa d'Espanya 1933 |
| ---------------------------------- |
| · Athletic Club · 13è títol        |